# Westland F.7/30
Westland F.7/30 (hay Westland PV.4) là một mẫu thử máy bay tiêm kích của Anh trong thập niên 1930.

## Tính năng kỹ chiến thuật
Dữ liệu lấy từ Mason, Tim British Flight Testing Martlesham Heath 1920-1939
Đặc điểm tổng quát
- Kíp lái: 1
- Chiều dài: 29 ft 6 in[1] (8,99 m)
- Sải cánh: 38 ft 6 in[1] (11,73 m)
- Chiều cao: 10 ft 9 in[1] (3,28 m)
- Diện tích cánh: 370 sq ft[1] (34,4 m²)
- Trọng lượng rỗng: 3.861 lb (1.751 kg)
- Trọng lượng có tải: 5.207 lb (2.362 kg)
- Động cơ: 1 × Rolls-Royce Goshawk IIS, 602 hp (449 kW) ở vòng quay 2.600 rpm
- Cánh quạt: 1 , 1 mỗi động cơ

 Hiệu suất bay 
- Vận tốc cực đại: 146 mph (127 knot, 235 km/h) trên độ cao 10.000 ft (3.050 m)
- Vận tốc lên cao: 1.000 ft/phút (5,1 m/s) trên độ cao 15.000 ft (4.600 m)

Trang bị vũ khí

- Súng: 4x.súng máy Vickers Mk.III 303